# Herpsilochmus dugandi
El tiluchí de Dugand u hormiguerito de Dugand (en Perú y Colombia) (Herpsilochmus dugandi), es una especie de ave paseriforme de la familia Thamnophilidae perteneciente al numeroso género Herpsilochmus. Es nativo del extremo noroeste de la región amazónica, en América del Sur.

## Distribución y hábitat
Se distribuye en los extremo suroeste y sureste de Colombia (en la base de los Andes en Caquetá, y en el área de Leticia en el sureste de Amazonas), este de Ecuador y noreste de Perú (al norte de los ríos Marañón y Amazonas).
Esta especie es considerada poco común a localmente bastante común en su área, anteriormente era considerada rara, pero ahora se sabe que era ignorada en muchas localidades de su región. Habita en el dosel y sub-dosel de selvas húmedas de terra firme, de tierras bajas, entre los 100 y 600 m de altitud, principalmente debajo de los 450 m.

## Descripción
Mide 11 cm de longitud y pesa entre 9,3 y 11,3 g. Es el único tiluchí amazónico en que el macho tiene las partes inferiores de color blanco, en vez de amarillentas. Como otros, exhibe una lista superciliar blanca, una banda loral y pos-ocular negra y las plumas externas de la cola blancas, lo que da la impresión de la cola ser blanca desde abajo. El macho es gris liso por arriba, con la corona negra y con las plumas cobertoras de las alas terminadas en puntas blancas dando la apariencia de destacadas barras blancas; por abajo es blanco grisáceo. La hembra es más pardo amarillenta por abajo y la corona es parda con casi nada de negro.

## Estado de conservación
Esta especie ha sido considerada como preocupación menor por la Unión Internacional para la Conservación de la Naturaleza (IUCN). Sobre la base de modelos de deforestación de la Amazonia, se estima que sufra una pérdida de hábitat preferencial de alrededor del 5% a lo largo de tres generaciones, o 14 años. Dada la susceptibilidad de la especie a la fragmentación de los bosques, se estima que la población decaiga menos del 25% a lo largo de dichas tres generaciones.

## Comportamiento
Se comporta de forma bastante similar al tiluchí del Roraima (H. roraimae), usualmente forrajea en pareja, en las altas copas de los árboles, con preferencia por el follaje de las ramas externas. Frecuentemente se junta a bandada mixtas de alimentación de otras aves insectívoras. Es un ave muy difícil de ver desde el suelo, pero a veces más fácil de ver desde las torres de observación existentes en las posadas turísticas de la región.

### Alimentación
Su dieta consiste de varios tipos de insectos, incluyendo larvas de lepidópteros, ortópteros (Tettigoniidae) y mantis, posiblemente también de arañas.

### Vocalización
El canto es una serie en aceleración de notas cortas, que se vuelven más abruptas hacia el final. Algo como «tu-tu-tu-tu-tutututututu».

## Sistemática

### Descripción original
La especie H. dugandi fue descrita por primera vez por el ornitólogo suizo - estadounidense Rodolphe Meyer de Schauensee en 1945 bajo el nombre científico Herpsilochmus sticturus dugandi; la localidad tipo es «Belén, 600 feet [c. 180m], Caquetá, Colombia».

### Etimología
El nombre genérico masculino «Herpsilochmus» se compone de las palabras del griego «herpō»: reptar, arrastrarse y «lokhmē»: matorral, chaparral; significando «que se arrastra por el matorral»; y el nombre de la especie «dugandi», conmemora al botánico y ornitólogo colombiano Armando Dugand (1906-1971).

### Taxonomía
Inicialmente fue considerada conespecífica con Herpsilochmus sticturus, con quien forma una superespecie (son especies muy semejantes, ocupando áreas geográficas separadas), pero fueron separadas sobre la base de las diferencias de plumaje de las hembras y a las vocalizaciones. Es monotípica, o sea, no posee subespecies.